# Theristus (D.) setosum
Theristus (D.) setosum är en rundmaskart. Theristus (D.) setosum ingår i släktet Theristus, och familjen Monhysteridae. Arten är reproducerande i Sverige.